# Пребуа, Поль
Поль Пребуа (фр. Paul Préboist; 21 февраля 1927, Марсель — 4 марта 1997, Париж) — французский актёр театра и кино, комик, радиоведущий.

## Биография
В 14 лет Пребуа стал жокеем на скачках с препятствиями; позднее работал служащим в социальном страховании.
Во время второй мировой выступал в марсельских закусочных и госпиталях, исполняя песни из репертуара Фернанделя и Л. Ноэль-Ноэля. По приглашению актёра Анри Кремьё, Пребуа переехал в Париж, где брал уроки на рю Бланш, после чего выступал в театре или кабаре.
В период с 1948 по 1992 год было снято более 120 фильмов с участием Пребуа. Особенно хорошо актёру удавались комедии — комическая роль второго плана стала его амплуа.
В 1950—1960-х годах работал на радио, вместе с другим популярным актёром, Франсисом Бланшем.
Похоронен на кладбище Куйи-Пон-о-Дам, коммуны в департаменте Сена-и-Марна, в которой актёр жил до самой смерти.

## Партнеры по съемочной площадке
Брат Пребуа — Жак — появляется вместе с ним во многих фильмах. Партнерами Поля по съемочной площадке в разное время были замечательные актёры и комики:
- Бурвиль,
- Ингрид Бергман («Елена и мужчины»),
- Луи де Фюнес,
- Жанна Моро,
- Жан Маре (Капитан и др.),
- Филипп Нуаре,
- Жан Рошфор,
- Жан-Поль Бельмондо («Картуш» и др.),
- комик-группа «Шарло»,
- Пьер Ришар,
- Ален Делон («Потише, басы»),
- Колюш,
- Ив Монтан («Мания величия»),
- Мишель Галабрю,
- Катрин Денев («За нас двоих» и др.) и многие другие.

## Избранная фильмография
1. 1960 — Капитан — вор
2. 1962 — Картуш — жандарм
3. 1962 — Семь смертных грехов — Альфонс
4. 1966 — Ресторан господина Септима — сомелье ресторана
5. 1967 — Оскар / Oscar (реж. — Э. Молинаро) — Шарль, мажордом
6. 1969 — Замороженный — Шарль, мажордом
7. 1970 — Лодка на траве/ Le Bateau sur l’herbe (реж. — Ж. Брак) — Леон
8. 1970 — Жандарм на прогулке/ Le Gendarme en balade (реж. — Ж. Жиро) — конюх
9. 1970 — Человек-оркестр / L’homme-orchestre — директор гостиницы
10. 1971 — Мания величия / La Folie des grandeurs (реж. — Ж. Ури) — немой
11. 1972 — Хорошенькое дельце / La Belle affaire
12. 1972 — Сумасшедшие на стадионе/ Les Fous du stade (реж. — К. Зиди) — бакалейщик папаша Жюль
13. 1972 — Четыре мушкетёра / Les Quatre Charlots mousquetaires — отец Жозеф
14. 1974 — Одноглазые короли / …les borgnes sont Rois — мужчина
15. 1974 — Четверо против кардинала /Les Charlots en folie: À nous quatre Cardinal! — отец Жозеф
16. 1979 — За нас двоих — Мимий
17. 1982 — Отверженные/ Les Misérables (реж. — Р. Оссейн) — Фошлев
18. 1990 — Прекрасная история — профессор